# 埃勒贝克
埃勒贝克（德語：Ellerbek）是德国石勒苏益格－荷尔斯泰因州的一个市镇。总面积9.11平方公里，总人口4277人，其中男性2136人，女性2141人（2011年12月31日），人口密度469人/平方公里。